# Jose Chung's From Outer Space
"Jose Chung's From Outer Space" é o vigésimo episódio da terceira temporada da série de ficção científica The X-Files. Ele foi exibido pela primeira vez nos Estados Unidos em 12 de abril de 1996 na Fox. O episódio foi escrito por Darin Morgan e dirigido por Rob Bowman. "Jose Chung's From Outer Space" teve um índice Nielsen de 10.5, foi assistido por 16.08 milhões de telespectadores e foi muito elogiado pela crítica.
A série centra-se nos agentes especiais do FBI Fox Mulder e Dana Scully que trabalham em casos ligados ao paranormal, chamados de Arquivos X. Neste episódio, Mulder e Scully ouvem, e prontamente investigam, uma história sobre a abdução de dois adolescentes. Cada testemunha oferece diferentes versões do mesmo fato. Dentro do episódio, Jose Chung, um romancista, escreve um livro sobre o incidente.
Esta é uma história autônoma, como a maioria dos episódios de The X-Files, seguindo o padrão "Monstro da Semana". Entretanto, "Jose Chung's From Outer Space" possui muito mais humor do que o normal, conseguido através da manipulação dos pontos de vista que levam a vários relatos sobre o mesmo evento a partir de narradores não confiáveis.

## Enredo
Um casal adolescente dentro de um carro são capturados por dois alienígenas grey que logo em seguida são confrontados por um terceiro alienígena, muito maior, de outra espécie. A Agente Dana Scully é entrevistada sobre o caso pelo escritor Jose Chung, que está querendo escrever um livro sobre abdução alienígena. Scully afirma que a garota, Chrissy, foi encontrada com todas as roupas ao contrário, aparentemente após ter sido vítima de um estupro. O garoto que estava com ela, Harold, é trazido pela polícia afirmando terem sido abduzidos. Manners, detetive boca suja local, não acredita nele, mas o Agente Fox Mulder faz Chrissy passar por uma sessão de hipnose, em que ela descreve estar em uma nave espacial cercada por alienígenas. Harold afirma ter encontrado um alienígena fumante que ficava repetindo, "Isto não está acontecendo". Mulder está convencido que os dois garotos foram abduzidos, mas Scully acha que é mais plausível que os dois simplestemente transaram e estão tendo problemas para lidar com isso.
Os agentes então conversam com um homem chamado Roky Crikenson, que afirma ter testemunhado a abdução de Harold e Chrissy, e ter escrito seu testemunho na forma de um roteiro intitulado "A Verdade Sobre Alienígenas". Crikenson lembra da visita de dois Homens de Preto que disseram que o que ele viu foi na verdade o planeta Vênus, ameaçando matá-lo se ele falasse o contrário. Seu roteiro descreve um terceiro alienígena chamado Lorde Kinbote, que acabou levando-o para o centro do planeta. Enquanto conta a versão de Crikenson dos eventos, Scully explica a Chung que o homem tem uma "personalidade propensa a fantasias". Porém, Mulder acha que a história contém algumas verdades, e decide re-hipnotizar Chrissy. Desta vez ela diz que foi capturada por militares e que eles lhe fizeram uma lavagem cerebral.
Chung conversa com Blaine, um fanático em ficção científica, que encontrou um corpo alienígena que foi recuperado pelos agentes e o Detetive Manners. Blaine afirma que Mulder gritou como uma mulher quando viu o corpo e que Scully o ameaçou a não dizer nada. Blaine filma Scully realizar a autópsia, que é rapidamente lançada em um vídeo apresentado pelo Estupendo Yappi (de "Clyde Bruckman's Final Repose"). A autópsia revela que o extraterrestre é na verdade um falecido piloto da Força Aérea usando uma fantasia. Seus superiores chegam para levar o corpo, porém ele desapareceu. Mulder engana os militares para revelarem a identidade de outro piloto desaparecido, Tenente Jack Sheaffer.
Como Mulder se lembra, ele encontrou Scheaffer caminhando pela estrada. Ele o levou para uma lanchonete, onde o piloto explicou que ele e seu parceiro estavam pilotando um OVNI militar vestidos de alienígenas. Ele acredita que foram abduzidos por alienígenas de verdade, mas não tem certeza. Seus superiores rapidamente chegam e o levam embora. O cozinheiro da lanchonete, entretanto, afirma que Mulder foi lá sozinho e fez perguntas enquanto pedia vários pedaços de torta de maçã.
Ao voltar para o motel, Mulder encontra os homens de preto no quarto de Scully. Os agentes posteriormente vão para o local onde o OVNI caiu, encontrando os corpos de dois pilotos da Força Aérea. Mulder visita Chung, e pede para ele não publicar o livro porque isso irá desacreditar aqueles que acreditam nos fenômenos. Chung publica o livro, que Scully lê em seu escritório. Mulder assiste imagens do Pé-grande. Harold declara seu amor por Chrissy, que o rejeita em favor de seu recém descoberto compromentimento com a filantropia.

## Produção
O roteirista Darin Morgan tinha pedaços deste episódio em sua cabeça há tempos, inspirando-se em uma pesquisa que havia feito sobre hipnose e um livro sobre acobertamentos governamentais que teorizava que os OVNIs eram um fenômeno que manipulava o espaço e o tempo, mas que não eram pilotados por extraterrestres. Morgan tinha a ideia da cena pré-créditos antes de tornar-se roteirista de The X-Files. O estilo narrativo foi influenciado por uma sessão de seleção de elenco que Morgan compareceu onde um dos atores soava como Truman Capote. A partir desse ponto ele teve a ideia de fazer um escritor cobrir o caso. Capote morreu em 1984, e sua segunda escolha, Rip Taylor, não estava disponível, então o papel de Jose Chung acabou ficando com Charles Nelson Reilly. Jesse Ventura foi escalado como um dos homens de preto, enquanto que o papel do outro, que Morgan queria que fosse originalmente interpretado por Johnny Cash, ficou com o apresentador Alex Trebek. O papel do Lorde Kinbote foi para o dublê Tony Morelli.
"Jose Chung's From Outer Space" contém inúmeras referências e piadas internas. O Condado de Klass foi nomeado em homenagem ao autor Philip J. Klass, cuja fala de que o planeta Vênus é confundido por OVNIs sendo usada por um dos homens de preto. Os pilotos vestidos de alienígenas foram nomeados em homenagem aos autores Robert Schaffer e Jacques Vallee. O nome MP Hynek veio do pesquisador de OVNIs J. Allen Hynek. O músico Roky Erickson, que afirma já ter sido abduzido, foi a origem do nome de Roky Crikenson. Chung dá a Mulder o pseudônimo de Reynard em homenagem a raposa mitológica. O vídeo da autópsia alienígena ("Dead Alien! Truth or Hambug?") faz referência ao episódio "Hambug", também escrito por Morgan. O vídeo é uma paródia do verdadeiro vídeo da autópsia alienígena exibido pela Fox. O Detetive Manners é nomeado em homenagem a Kim Manners, diretor e produtor da série; a tendência do personagem de xingar muito também é influenciada pela sua contraparte real. O Tenente Shaeffer moldando suas batatas na forma de uma montanha é uma referência ao filme Close Encounters of the Third Kind. A capa do livro de Chung é uma referência a capa do livro Communion, de Whitley Strieber. Lorde Kinbote foi uma homenagem a Ray Harryhausen, diretor conhecido por seu trabalho na animação stop motion, com o personagem tendo sido filmado em alta velocidade e depois desacelarado na pós-produção para criar o efeito de stop motion.
Este foi o último episódio escrito por Morgan para The X-Files. O roteirista afirmou que não conseguia acompanhar o ritmo frenético de produção da série. Morgan mais tarde escreveria e dirigiria o similar "Jose Chung's Doomsday Defense", da série Millennium.

## Repercussão
"Jose Chung's From Outer Space" estreou nos Estados Unidos em 12 de abril de 1996 pela Fox. Ele teve um índice Nielsen de 10.5 e uma participação de 19 pontos, significando que 10.5% de todos os domicícios com televisores e 19% de todos os domicílios com televisores ligados estavam assistindo a este episódio. Isso totalizou 16.08 milhões de telespectadores.
O elenco e a equipe de The X-Files gostaram do episódio. Gillian Anderson o citou como um de seus destaques da terceira temporada. Ela disse que o episódio era como uma sobremesa, completando "Foi isso que o manteve engraçado e foi isso que o manteve valendo o tempo todo". Chris Carter comentou o roteiro de Morgan, "Foi uma maravilhosa coincidência de momento, talento e sucesso de um programa, permitindo que ele fosse para uma direção que não poderia ter ido se não fosse tão bem sucedido ou fosse mais novo. Darin é uma genuína mente cômica. Não conheço ninguém trabalhando no cinema, e é o que estamos fazendo aqui apesar de parecer televisão, que tem a voz que Darin tem. Ele é um em um milhão". O co-produtor Paul Rabwin comentou o episódio, "Um clássico instantâneo. Um daqueles episódios seminais. Sabe, quando as pessoas falam de The Twilight Zone, eles falam 'Lembram-se de "Eye of the Beholder"?' Ou 'Trouble with Tribbles' com o Star Trek original. 'Jose Chung' será um desses episódios imediatamente lembrados". Tom Braidwood, assistente de direção, gostou da presença de Charles Nelson Railly, afirmando que ele cativou todos e deu a todo mundo da equipe um apelido. O produtor executivo Robert Goodwin disse que a escolha de Reilly foi o aspecto mais divertido do episódio.
"Jose Chung's From Outer Space" também foi muito elogiado pela crítica. O autor Phil Farrand o escolheu como seu episódio favorito das quatro primeiras temporadas da série no livro The Nitpickers Guide to the X-Files. A Entertainment Weekly deu ao episódio uma nota A, escrevendo "Uma série tão madura para a paródia brilhantemente vira o jogo em si mesma. Dois (de muitos) momentos dignos de gargalhadas: o grito de Mulder e o alienígena fumante". Todd VanDerWerff da The A.V. Club avaliou o episódio com uma nota A+, escrevendo que ele era "um dos melhores episódios de televisão que eu já vi, mas não estou certo se foi um excelente episódio de The X-Files [...] Se The X-Files fosse um romance do tamanho de O Senhor dos Anéis, então 'Jose Chung's' seria seu primeiro apêndice, uma fonte que é apaixonada e crítica do texto original, um lugar onde preocupações humanas verdadeiras rastejam pelas bordas das implausibilidades do programa". Zack Handlen, também da The A.V. Club, afirmou que "Jose Chung's From Outer Space" era "brilhante", mas não o achava tão satisfatório porque não contribuía para a série como um todo. A IGN o elegeu como o quarto melhor episódio autônomo de The X-Files, afirmando que "foi 'Jose Chung's From Outer Space' na terceira temporada que mostrou que X-Files conseguia criar uma verdadeira obra prima cômica que quase completamente quebra o formato e tom normais do programa". A Den of Geek o escolheu como o décimo melhor da série.